# Битка при Кабесон
Битката при Кабесон е кратко сражение на 12 юни 1808 г., в първоначалните етапи на Полуостровната война, между малка испанска войска от нередовно опълчение (тържествено наречена „Армия на Кастилия“) и отряд от френския армейски корпус на маршал Бесиер, под командването на Антоан дьо Ласал.
Битката протича, когато малката армия на Грегорио де ла Куеста, събрана набързо да защитава Стара Кастилия, се разполага покрай моста на Кабесон, с цел да блокира пътя към Бургос срещу настъпващите френски дивизии. Вместо да заеме отбранителни позиции на противоположния бряг на река Писуерга, Куеста, заразен от ентусиазма на хората си, се втурва начело на опълчението си по моста срещу почти два пъти надвишаващите го по брой французи. Резултатът е, че ветераните-кавалеристи на дьо Ласал прегазват с лекота новобранците на Куеста и продължават марша си към Валядолид.